# Vojničky
Vojničky jsou malá vesnice, část obce Koštice v okrese Louny. Nachází se asi tři kilometry severně od Koštic. Vojničky jsou také název katastrálního území o rozloze 4,02 km².

## Historie
První písemná zmínka o vesnici pochází z roku 1237.

## Přírodní poměry
Studna u domu čp. 42 je zdrojem hořké, vápenato-hořečnaté vody, ve které bylo podle rozboru z roku 1969 rozpuštěno 2,76 g·l−1 minerálních látek. Voda v jednom litru kromě dalších látek obsahovala 388,6 mg vápníku, 191,6 mg hořčíku a 125 mg sodíku.
Vesnicí protéká Kuzovský potok.

## Obyvatelstvo
|                                                                               | 1869 | 1880 | 1890 | 1900 | 1910 | 1921 | 1930 | 1950 | 1961 | 1970 | 1980 | 1991 | 2001 | 2011 |
| ----------------------------------------------------------------------------- | ---- | ---- | ---- | ---- | ---- | ---- | ---- | ---- | ---- | ---- | ---- | ---- | ---- | ---- |
| Obyvatelé                                                                     | 186  | 219  | 222  | 216  | 185  | 180  | 173  | 110  | 107  | 107  | 81   | 70   | 49   | 47   |
| Domy                                                                          | 32   | 31   | 31   | 33   | 32   | 29   | 39   | 41   | .    | 27   | 28   | 32   | 32   | 32   |
| Počet domů z roku 1961 je zahrnut v celkovém počtu domů místní části Vojnice. |      |      |      |      |      |      |      |      |      |      |      |      |      |      |

## Pamětihodnosti
- Zvonička – naproti domu čp. 23
- Boží muka
- Socha svatého Václava – naproti domu čp. 23
- Sloup se sochou svatého Vavřince – při silnici mezi obcemi Koštice a Hejnice